# Opekta Amsterdam
Koordinaten: 52° 22′ 31″ N, 4° 53′ 3″ O
Die Nederlandsche Opekta Maatschappij N.V., ab 1983 Opekta Beheer B.V., war eine 1933 von Robert Feix gegründete Filiale der Opekta Gesellschaft m.b.H. Köln. Sie diente als Groß- und Einzelhandel für Opekta-Produkte aus Köln und für Pektin aus den Pomosin-Werken Frankfurt am Main. Zum ersten Geschäftsführer wurde Otto Frank berufen, der Vater von Anne Frank, die im Hinterhaus der Opekta-Filiale ihr weltberühmtes Tagebuch schrieb. Die Firma wurde 1982 verkauft und 1995 wurde Opekta Beheer B.V. aufgrund fehlender Gewinne aufgelöst.
Anne Frank schrieb am 20. Juni 1942 in ihr neues Tagebuch: „Da wir Juden sind, ging dann mein Vater 1933 in die Niederlande. Er wurde Direktor der Niederländischen Opekta Gesellschaft zur Marmeladenherstellung.“

## Standorte in Amsterdam

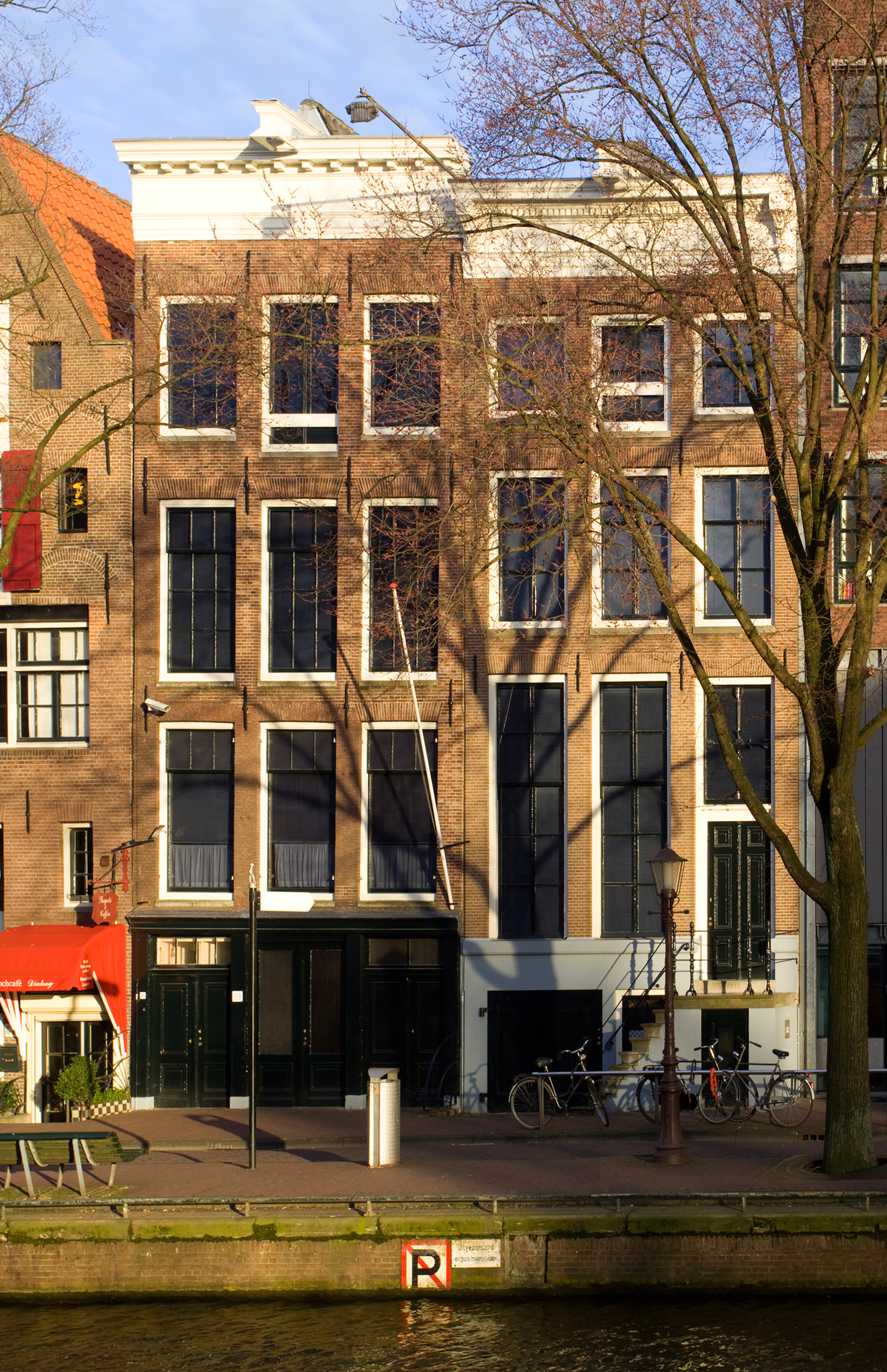
Amsterdam, Prinsengracht 263 und 265 (März 2009)
Links ehemals Opekta, rechts Keg’s Koffiehandel, vom Tagebuch bekannt und heute Teil des Museums

- 1933–1937 Nieuwe Zijds Voorburgwal 120–126
- 1937–1940 Singel 400
- 1940–1955 Prinsengracht 263
- 1955–1962 Van Slingelandtstraat 8–10
- 1962–1995 Van Slingelandtstraat 2

## Geschäftsführer
- 1933–1941 Otto Frank (Deutscher)
- 1941–1959 Johannes Kleiman (Niederländer)
- 1955–1962 Adriana Willemina Kwakernaak (Niederländerin)
- 1959–1962 Ernst Wilhelm Hennig (Deutscher)
- 1962–1975 Johannes Gijsbertus van der Veldt (Niederländer)
- 1962–1965 Grete Fackeldey (Deutsche)
- 1965–1971 Johann (Hans) Elsen (Deutscher)
- 1971–1995 Volkmar Rudolph (Deutscher)
- 1975–1983 Herbert Pieter Cornelis Reinhold (Niederländer)
- 1978–1995 Cornelis Hendrikus Bernadus Weijers (Niederländer)
- 1986–1995 Rolf Josef Claßen (Deutscher)[1]

## Geschichte

### 1933–1937

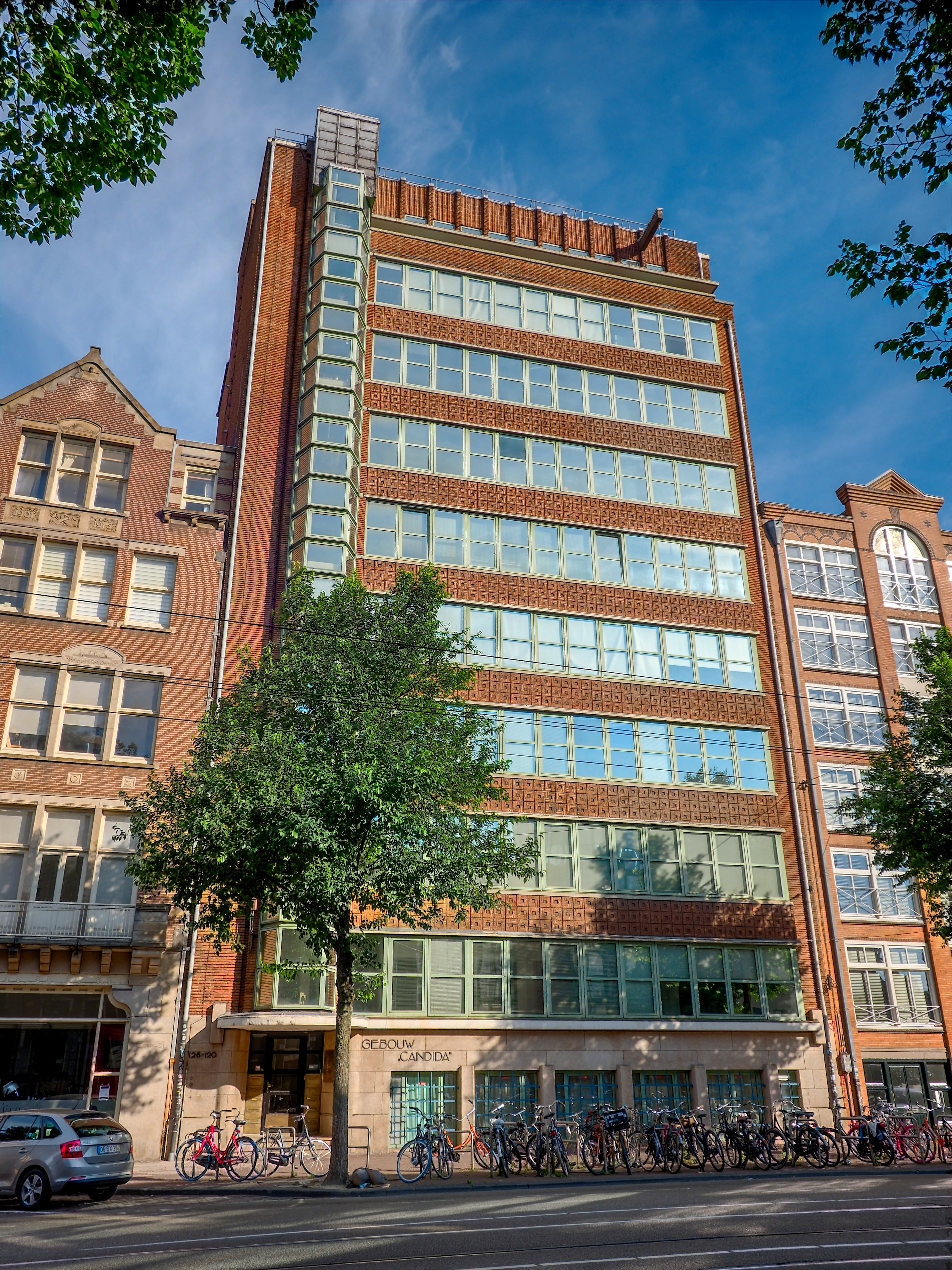
Das Bürogebäude in Amsterdam, in dem Otto Frank die niederländische Opekta gründete (Nieuwezijds Voorburgwal 120)

Erich Elias, ein Freund von Robert Feix, vermittelte seinem Schwager Otto Frank das Angebot, für die Opekta eine niederländische Auslandsvertretung in Amsterdam aufzubauen.
Otto Frank, damals in Frankfurt am Main wohnend, wurde anvertraut, die Ausweitung des Geschäfts in den Niederlanden zu organisieren. Da er beabsichtigte, seine Familie nach der Wahl Adolf Hitlers und dem Aufstieg des Nationalsozialismus nachkommen zu lassen, nahm er den Auftrag an und ging alleine nach Amsterdam, um eine Wohnmöglichkeit für seine Familie zu finden und Voraussetzungen für das Unternehmen zu klären. Die Familien Elias und Frank blieben weiterhin in Kontakt, so lange es die politischen Umstände erlaubten.
Diese geschäftliche Möglichkeit wird wohl, zusammen mit der Tatsache, dass Otto Frank von der misslungenen Bankgründung her Amsterdam schon kannte und dort Freunde hatte, zu der Entscheidung geführt haben, nach Amsterdam zu emigrieren. Jedenfalls reiste Otto Frank im Sommer 1933 in die Niederlande und er erhielt seine Opekta-Lizenz im September.
„Zum ersten Geschäftsführer der neugegründeten Opekta Amsterdam wurde von meinem Vater Herr Otto Frank bestellt, der sich und seine Familie vor den Nazis in der Form in Sicherheit brachte, als er im Hinterhaus der Opekta untertauchte. Anne Frank, seine zweite Tochter schrieb ihr Tagebuch also im Hinterhaus der Opekta.“ (Ulrich Feix, März 2009)
Am 15. September 1933 wurde im Handelsregister der „Kamer van Koophandel en Fabrieken“ (Industrie- und Handelskammer) von Amsterdam die „Nederlandsche Opekta Maatschappij N.V. in oprichting“ (Niederländische Opekta Aktiengesellschaft in Gründung), Sitz Nieuwe Zijds Voorburgwal 120–126 im Zentrum Amsterdams, eingetragen. Unter der Rubrik „Art des ausgeübten Geschäfts“ wurde angegeben: „die Fabrikation und der Handel (Privathaushalte) mit Obstprodukten, besonders mit Pektin“. Er verpflichtete sich den kompletten Pektin-Bedarf von den Pomosin Werken und der Opekta Köln zu kaufen und ist 2,5 % seines Umsatzes wegen Benutzung der Marke „Opekta“ schuldig. Bei der endgültigen Eintragung, die im Juli 1934 stattfand, wurde nur noch Pektin in der Rubrik „Art des ausgeübten Geschäfts“ aufgeführt.
Es gab nur wenige Angestellte, von denen in erster Linie Victor Kugler zu nennen ist. In den Anfangsjahren arbeiteten sonst nur noch eine junge Dame als Bürohilfskraft und ein Lehrling in dem Unternehmen. Nach relativ kurzer Zeit wurde die Bürogehilfin krank. Zur vorübergehenden Vertretung wurde eine Frau eingestellt, die bis nach dem Krieg in Opektas Diensten bleiben sollte: Hermine Santrouschitz, besser bekannt als Miep Gies. Zuerst wurde sie von Otto Frank mit allen anfallenden Büroarbeiten und anderen Tätigkeiten betraut, wobei sie auch gelegentlich die Vorführdame begleitete und vom Büro aus den Hausfrauen telefonische und schriftliche Anleitungen zur Verarbeitung von Pektin erteilt. Sie war auch für die Öffentlichkeitsarbeit und Werbung zuständig. So entwickelte sie sich zu einer Allroundkraft.
Zu Beginn des Jahres 1935 wurde der Amsterdamer Rechtsanwalt (Volljurist) Antonius Reinoud Wilhelmus Maria Dunselman  als Aufsichtsrat bestellt.
Wegen Platzmangels änderte sich 1937 die Geschäftsadresse in Singel 400. Bep Voskuijl wurde 1937 als Bürogehilfin in der Firma eingestellt. Miep und Bep (Elisabeth) mochten sich sofort und freundeten sich schnell an, woraufhin wenig später auch Beps Vater als Lagerleiter angestellt wurde.

### 1938–1945
1938 sah man Miep Gies in einem Opekta-Werbefilm, der den Verbrauchern vermitteln sollte, wie einfach und schnell man das Produkt Opekta beim Kochen verwenden konnte. In diesem Jahr erhielten sie Verstärkung durch zwei weitere Angestellte, Hermann van Pels als Kräuterfachmann und Johannes Kleiman als Buchhalter. Pectacon wurde 1938 unter Leitung von Victor Kugler gegründet. Da das Pektingeschäft saisonabhängig war (Obst gibt es nur im Sommer), sollte mit Pectacon der Handel wirtschaftlich stabiler sein. Pectacon ist nicht nur der Firmenname, sondern auch eine Gewürzmischung zur Wurstherstellung, die von gleichnamiger Firma verkauft wurde.
Zu Beginn des Zweiten Weltkrieges standen bei der niederländischen Opekta sechs, bei der Firma Pectacon (Handel mit und Fabrikation von chemischen und pharmazeutischen Produkten) fünf Personen auf der Gehaltsliste, unter ihnen drei bis vier Vertreter, die Drogerien (für Pektin) und Metzgereien (für Gewürze) besuchten. Das Büro- und Lagerpersonal verrichtete die Arbeiten für beide Betriebe. Opekta Amsterdam kaufte 1939 z. B. 75 Fässer mit 18.000 kg Pektin bei den Pomosin-Werken. Ein Rheinschiff fuhr das Pektin von Frankfurt am Main nach Rotterdam. Die Reederei schickte es direkt nach Haarlem, wo der Weinhandel Jager-Gerlings es in Flaschen abfüllte.
Am 22. Oktober 1940 gab es in der Judengesetzgebung die Verordnung 189/40, mit Bezug auf „Wirtschaftsentjudung“. Inhaber jüdischer Geschäfte sollten sich melden, um sie später unter Verwaltung nehmen zu können. Kleiman, Frank und Anwalt Dunselman versuchten einen Trick: Frank bot an zurückzutreten, Kleiman wurde sein Vertreter. Anteile wollte man an Pomosin verkaufen. Bedingung von deutscher Seite war nur, dass die sogenannte „Wirtschaftsprüfstelle“ einverstanden war. Dunselman verwahrte die Papiere bis zum Kriegsende im Mai 1945, da es seitens der Prüfstelle nie zu einer Entscheidung kam, weder positiv noch negativ. Ungeklärt bis heute ist was mit diesen Anträgen eigentlich geschehen ist. Otto Frank bekam seine Anteile nach Kriegsende selbstverständlich von Dunselman zurück.
Die Unternehmen Opekta und Pectacon bezogen am 1. Dezember 1940 aus Platzgründen neue Räume in der Prinsengracht 263.
Nach der deutschen Besatzung 1940 wurde die Gesellschaft unter den Namen von Jan Gies und Johannes Kleiman ins Handelsregister neu eingetragen, um zu verhindern, dass Pectacon als jüdisches Unternehmen beschlagnahmt wurde. Man änderte Pectacons Namen in „Gies & Co“. Gies & Co. schützte nur Pectacon vor der Arisierung, nicht aber Opekta. Pectacon wurde liquidiert, Gies & Co. übernahmen Vorräte, Maschinen etc.
Obwohl Otto Frank im Dezember 1941 zurücktreten musste, arbeitete er als stiller Teilhaber weiter.
Opekta arbeitete von 1941 bis 1945, soweit möglich, ohne besondere Probleme, selbstverständlich abgesehen von der allgemeinen Not in dieser Zeit.
Am 6. Juli 1942 tauchte die Familie Frank mit ihrer Tochter Anne Frank unter und versteckte sich im Hinterhaus der ansässigen Firmen.
1943 versprach die Opekta Köln der Opekta Amsterdam 100.000 Flaschen „Opekta Flüssig“ zu liefern. Durch ein Bombardement war eine Lieferung von vielen tausend Flaschen am Kölner Güterbahnhof vernichtet worden. Alle Verpackungsmittel (Kisten usw.), Eigentum Amsterdams, wurden ebenfalls zerstört. Amsterdam bekam nur knapp 30.000 Flaschen. Die Opekta Köln musste dafür die holländische Opekta später entschädigen.
Am 4. August 1944 wurden die acht Untergetauchten verraten und im Hinterhaus verhaftet.
Anne Frank sowie ihre Schwester Margot starben im März 1945 im KZ Bergen-Belsen an Typhus, kurz vor der Befreiung des KZs.
Am 27. Januar 1945 wurde Auschwitz befreit. Otto Frank hatte als einziger aus dem Kreis der Untergetauchten überlebt. Er reiste über Russland, Frankreich und Belgien in die Niederlande und kehrte am 3. Juni 1945 nach Amsterdam zurück. Die Helfer kümmerten sich um ihn. Er zog zu Jan und Miep Gies und wohnte mehrere Jahre mit ihnen zusammen. Die Firma Opekta war noch aktiv und die Helfer arbeiteten noch immer dort. Johannes Kleiman leitete die niederländische Opekta bis zu seinem Tod 1959.
Gesetzliche Maßnahmen der Exilregierung in London verpflichteten nach dem Krieg die Handelskammern infolge deutscher Verordnungen liquidierte Firmen bei Forderungen der ursprünglichen Inhaber wieder zu registrieren. Nach Kriegsende konnten Frank, Kleiman und Kugler so ohne Mühe Pectacon wieder ins Leben rufen. Gies & Co blieb aber dennoch bestehen. Ab diesem Zeitpunkt gab es an der Prinsengracht 263 Opekta, Gies & Co. und Pectacon.

### 1946–1979
Ihre zwei Jahre dauernde eingeschränkte, von Kleiman, Kugler, Gies und Voskuijl unterstützte Lebensweise, wurde von der jüngsten Tochter von Otto Frank, Anne in ihrem weltberühmten Tagebuch festgehalten, das 1947 veröffentlicht wurde und bis heute weltweit Beachtung findet.
1952 heiratete Otto Frank zum zweiten Mal. Er zog sich 1953 endgültig aus der Firma zurück und siedelte nach Basel in die Schweiz um. Otto widmete sich zunehmend dem Tagebuch seiner Tochter Anne. Er und Kleiman setzten sich noch für die Erhaltung des Hauses ein. Die angrenzenden Gebäude sollten jedoch kurz darauf abgerissen werden, was die Stabilität des Hauses gefährdete, das sich zudem in einem schlechten Zustand befand. Opekta konnte die Mittel zur Erhaltung nicht länger aufbringen und zog innerhalb Amsterdams in die Van Slingelandtstraat 8–10 um.
Bereits 1954 kauften Investoren das Gebäude an der Prinsengracht 263 und forderten Opekta zur Räumung auf. Zu diesem Zeitpunkt hatte das Tagebuch von Anne Frank Leser angezogen, die die historische Stätte besuchen wollten und eine erfolgreiche Kampagne verhinderte deren Abbruch. Unter dem Druck der öffentlichen Meinung und dank einer Spendeninitiative unter Leitung des Amsterdamer Bürgermeisters van Hall wurde das Haus vor dem Untergang gerettet. Das Opekta-Gebäude wurde 1955 durch Auszug der bisherigen Firma frei und eröffnete fünf Jahre später wieder als Anne-Frank-Haus, einem dem Leben und den Schriften von Anne Frank gewidmeten Museum.

### 1980–1995
Otto Frank starb 1980 im Alter von 91 Jahren in der Nähe von Basel.
1982 erwarb der Zuckerfabrikant Pfeifer & Langen aus Köln die Opekta mit ihren Zweigniederlassungen.
Anfang der 1990er Jahre wurde der Betrieb jedoch eingestellt und erst am 25. Oktober 1995 wurde Opekta Beheer B.V. aufgrund Artikel 2:19a lid 4 B.W. automatisch aufgelöst.